# Mitsubishi UFJ Financial Group
Mitsubishi UFJ Financial Group (krátce MUFG; japonsky 株式会社三菱UFJフィナンシャル・グループ, japonsky latinkou Kabušiki gaiša Micubiši Júefudžei Finanšaru Gurúpu) je japonská bankovní holdingová společnost se sídlem ve čtvrti Čijoda v Tokiu. MUFG vznikla spojením tokijské Mitsubishi Tokyo Financial Group (MTFG) a osacké UFJ Holdings v roce 2005 a hlavní bankou skupiny se stala MUFG Bank. MUFG se řadí mezi tři tzv. japonské „megabanky“.